# Овруцька Марія Яківна
Марія Яківна Овруцька (9 квітня 1895, Київ — 7 вересня 1986, Київ) — українська перекладачка.

## Біографія
Народилась 9 квітня 1895 в Києві. Працювала бухгалтером у Київському відділенні держбанку, редактором і завідувачем відділу видавництва «Радянська школа».
З 1930 року постійно працювала в галузі художнього перекладу. Перекладала з німецької, французької, англійської, російської, а також з української на ці мови. На німецьку мову переклала твори М. Коцюбинського, І. Франка, Ю. Яновського, А. Головка, О. Вишні, С. Скляренка тощо. Водночас ознайомила українського читача з найкращими творами Б. Шоу, Р. Роллана, Ф. Шіллера, Л. Фейхтвангера, О. Бальзака та іншими.
Жила в Києві. Померла 7 вересня 1986 року. Похована в Києві на Байковому кладовищі.